# Most Piastowski w Świnoujściu
Most Piastowski w Świnoujściu – most łączący części miasta Świnoujścia: Karsibór i Ognicę (wyspę Karsibór z wyspą Wolin). Jeden z dwóch mostów rozpięty przez Starą Świnę. 

## Stary most

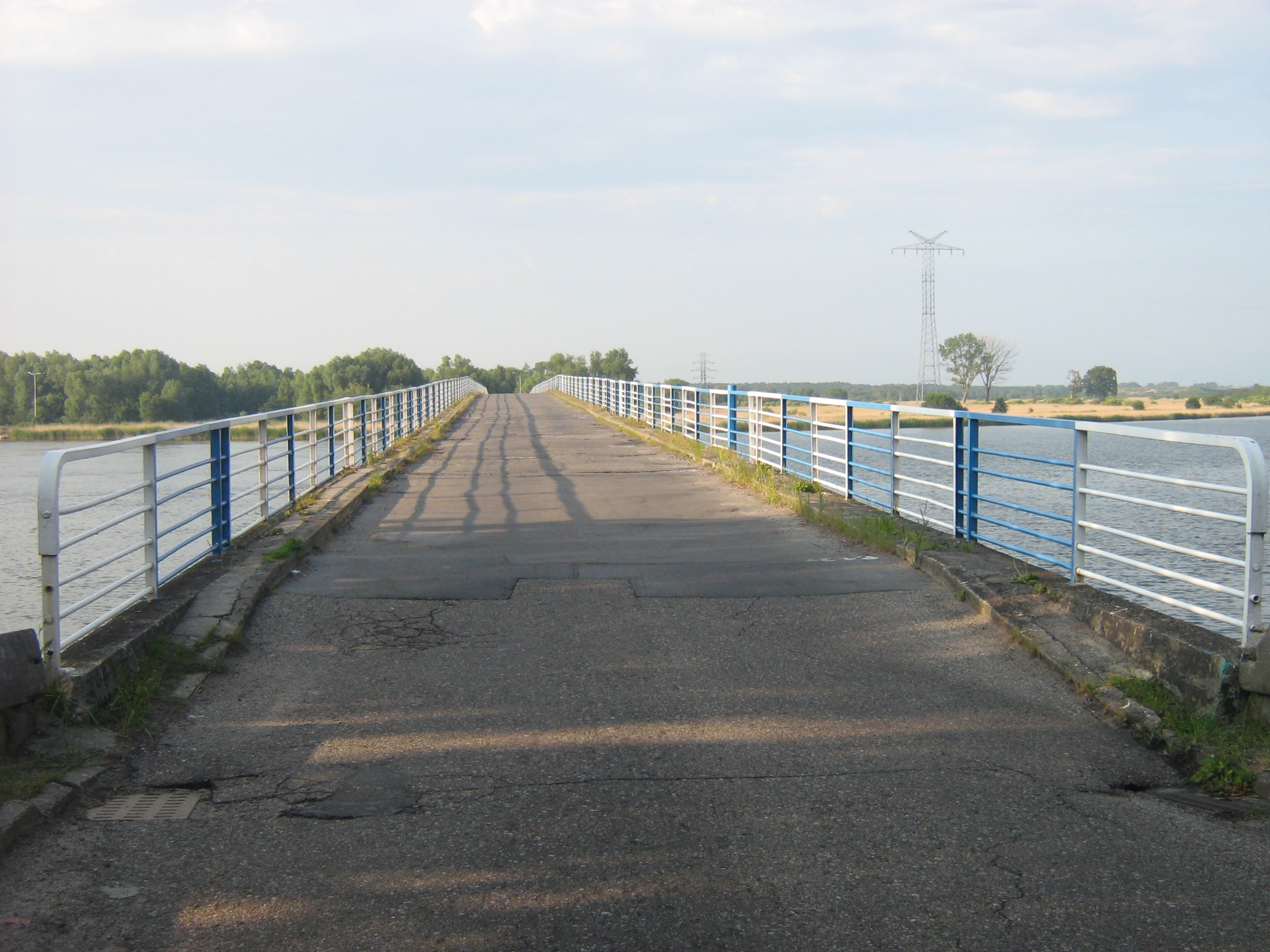
Stary most

Przy długości 380,5 m ma jedną jezdnię o szerokości zaledwie 425 cm. W związku z tym obowiązuje na nim jednokierunkowy ruch pojazdów, regulowany sygnalizacją świetlną. 
Most oddano z okazji 1000-lecia Państwa Polskiego, w 1966 roku. Począwszy od powstania Kanału Piastowskiego (1874–1880) do czasu wybudowania mostu jedynym połączeniem wyspy Karsibór ze światem był prom.

## Nowy most
Mieszkańcy wyspy od dawna zabiegali o remont mostu łączącego ich dzielnicę z wyspą Wolin. Zlecono wykonanie analiz trzech wariantów odnowy mostu. W pierwszej najskromniejszej wersji przewidywano remont mostu, koszt szacowano na 2,5 mln złotych. Drugi wariant to poważniejsza przebudowa i poprawa nośności mostu z szacunkowym kosztem 7,5 mln złotych. Najdroższa była wersja ostatnia, czyli budowa nowego mostu, szacowana na 27 mln złotych.

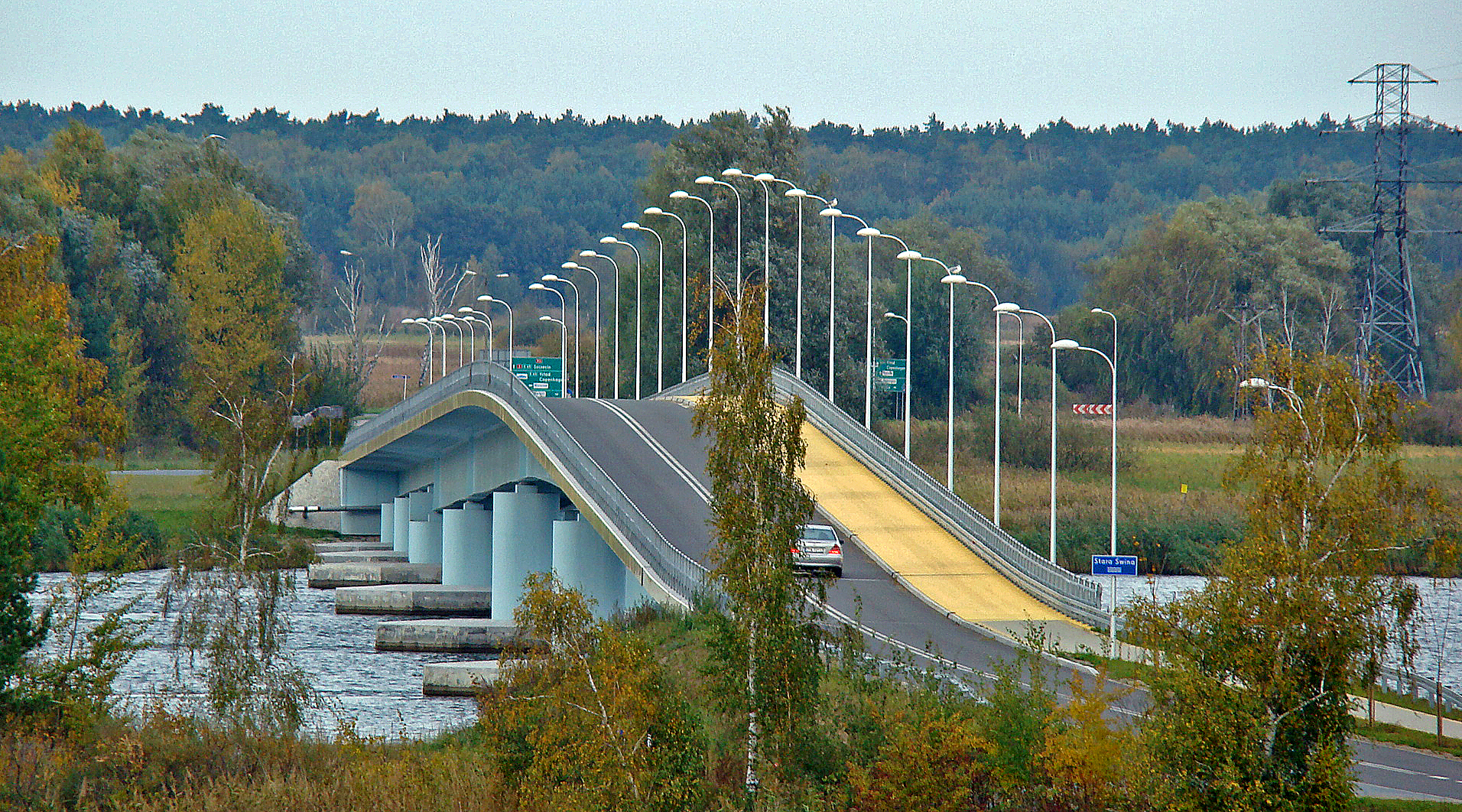
Nowy most

16 września 2010 roku ogłoszono przetarg na budowę nowego mostu łączącego wyspy Wolin i Karsibór wraz z rozbiórką istniejącego Mostu Piastowskiego. Do przetargu zgłosiło się dziewięciu oferentów z cenami od nieco ponad 41 do prawie 62 milionów złotych. Umowę z wykonawcą Polimex-Mostostal Zakład Budownictwa Szczecin podpisano dnia 15 grudnia 2010 r. W dniu 18 stycznia 2011 r. wykonawca inwestycji złożył propozycję wykonania projektu zamiennego. 8 lutego 2011 r. autor projektu dr inż. Janusz Hołowaty nie wyraził zgody na wprowadzenie zmian proponowanych przez wykonawcę jako niezgodnych z warunkami technicznymi projektu. Pomimo tego Prezydent Świnoujścia wydał zezwolenie na budowę mostu. Na początku 2011 r. zawiadomiono prokuraturę rejonową o popełnieniu przestępstwa ponieważ wydane przez Prezydenta Miasta Świnoujścia pozwolenia na budowę i zatwierdzenie nowego projektu architektoniczno-budowlanego mostu było niezgodne z prawem i jest nieważne.
6 grudnia 2012 roku otwarto nowy most. Ma 407 m długości, 9,3 m szerokości i 6,3 m wysokości. Na moście znajduje się jezdnia dwupasmowa i chodnik dla pieszych. Nowy most ma nośność 50 t (klasa A), czyli znacznie większą w porównaniu z poprzednikiem (15 t; pod koniec istnienia nawet 10 t).